# The Originators
Albums de The Beatnuts
Classic Nuts, Vol. 1
(2002) Milk Me
(2004)
Singles
1. Buying out the Bar
Sortie : 19 novembre 2002
2. Work that Pole
Sortie : 2002
3. Ya Betta Believe It
Sortie : 28 avril 2003

The Originators est le cinquième album studio des Beatnuts, sorti le 23 juillet 2002.
L'album s'est classé 25e au Top Independent Albums et 57e au Top R&B/Hip-Hop Albums.

## Liste des titres
| No  | Titre                                                    | Contient un (des) sample(s) de                                             | Durée |
| --- | -------------------------------------------------------- | -------------------------------------------------------------------------- | ----- |
| 1.  | Intro                                                    |                                                                            | 1:29  |
| 2.  | Bring the Funk Back                                      |                                                                            | 3:06  |
| 3.  | Yae Yo (featuring Ill Bill et Problemz)                  | Rush Rush de Debbie Harry Stop in the Name of Love de Margie Joseph        | 3:46  |
| 4.  | Drunk Shit                                               |                                                                            | 0:11  |
| 5.  | Buying out the Bar (featuring Chris Chandler)            | Roman Guitar de Dick Contino                                               | 3:21  |
| 6.  | Work that Pole (featuring Tony Touch)                    |                                                                            | 3:59  |
| 7.  | Originate (featuring Large Professor)                    | Cookie Man des Magnificent Men DWYCK de Gang Starr featuring Nice & Smooth | 3:51  |
| 8.  | My Music (featuring Amaretta et Problemz)                |                                                                            | 3:09  |
| 9.  | U Crazy (featuring Cormega)                              | Theme From The Eiger Sanction de John Williams                             | 3:40  |
| 10. | Ya Betta Believe It                                      | Family d'Hubert Laws                                                       | 3:42  |
| 11. | Routine                                                  | Late Start des Five Plus Four                                              | 3:56  |
| 12. | Bionic (featuring Al' Tariq et El Gant)                  |                                                                            | 3:20  |
| 13. | Becks 'n Branson (featuring Marley Metal et Triple Seis) |                                                                            | 5:17  |
| 14. | Back 2 Back                                              |                                                                            | 2:56  |